# Duje Ćaleta-Car
Duje Ćaleta-Car (17 de setembre de 1996) és un futbolista professional croat que juga com a defensa central per la Reial Societat, cedit per l'Olympique de Lió. És internacional amb la selecció de Croàcia.

## Carrera de club
Ćaleta-Car va unir-se al FC Liefering el 2014 provinent del FC Pasching. Va debutar a la segona divisió austríaca amb el FC Liefering el 25 de juliol de 2014 contra el FAC Team für Wien.

### Red Bull Salzburg

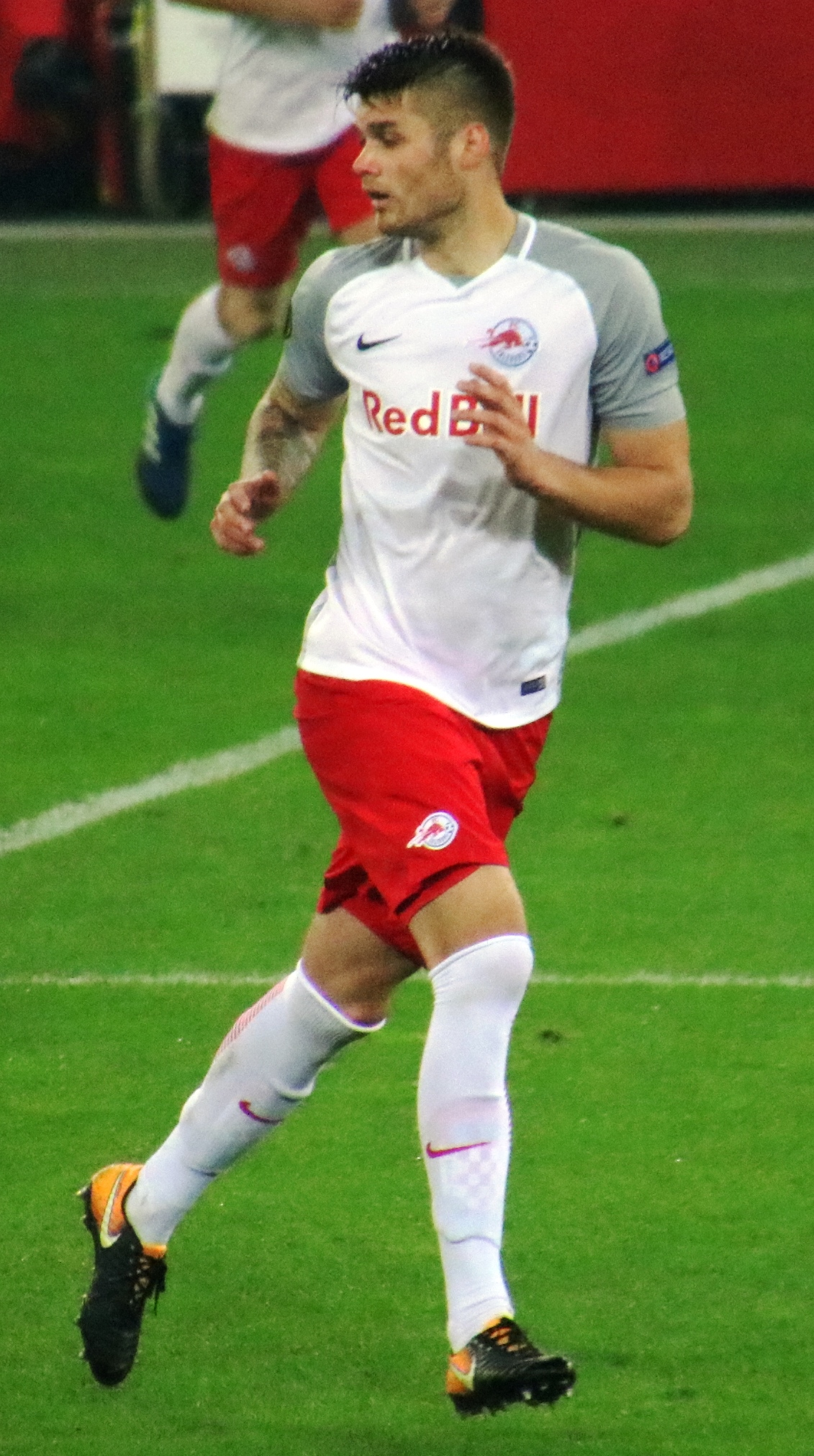
Ćaleta-Car jugant amb el FC Salzburg contra l'Olympique de Marsella el 3 de maig de 2018

Durant la temporada 2017-2018 el Salzburg va fer la seva millor campanya europea. Van acabar primers del seu grup de la Lliga Europa, per un rècord de quarta vegada, abans de derrotar la Reial Societat i el Borussia Dortmund i arribar per primera vegada a les semifinals de la Lliga Europa de la UEFA. El 3 de maig de 2018 va jugar les semifinals de la Lliga Europa contra l'Olympique de Marsella, que va perdre fora de casa 1-2 però que l'agregat de 3-2 va permetre-li arribar a la final de la Lliga Europa de 2018.

## Carrera internacional
L'octubre de 2015 Ćaleta-Car va rebre la seva primera convocatòria de la selecció nacional professional pels partits de classificació de l'Eurocopa 2016 contra Bulgària i Malta, com a substitut del lesionat Jozo Šimunović. Va ser entre els primers 27 jugadors convocats per l'Eurocopa 2016 però va ser exclòs juntament amb el centrecampista Alen Halilović i el porter Dominik Livaković.
El maig de 2018 va ser convocat per l'equip preliminar de 32 homes de Croàcia per la Copa del Món de Futbol de 2018 a Rússia. El 3 de juny va debutar internacionalment en un partit amistós contra el Brasil, sortint com a substitut per Vedran Ćorluka el minut 52.

## Estadístiques

### Equip
Actualitzat el 16 de desembre de 2017
| Equip               | Temporada           | Lliga                             | Lliga   | Lliga | Copa    | Copa | Europa  | Europa | Total   | Total |
| Equip               | Temporada           | Divisió                           | Partits | Gols  | Partits | Gols | Partits | Gols   | Partits | Gols  |
| ------------------- | ------------------- | --------------------------------- | ------- | ----- | ------- | ---- | ------- | ------ | ------- | ----- |
| Šibenik             | 2012–13             | Segona lliga de futbol de Croàcia | 17      | 0     | 0       | 0    | 0       | 0      | 17      | 0     |
| Pasching            | 2013–14             | Regionalliga austríaca            | 15      | 3     | 0       | 0    | 0       | 0      | 15      | 3     |
| Liefering           | 2014–15             | Primera lliga austríaca de futbol | 19      | 0     | 0       | 0    | 0       | 0      | 19      | 0     |
| Liefering           | 2015–16             | Primera lliga austríaca de futbol | 1       | 0     | 0       | 0    | 0       | 0      | 1       | 0     |
| Liefering           | Total               | Total                             | 20      | 0     | 0       | 0    | 0       | 0      | 20      | 0     |
| Red Bull Salzburg   | 2014–15             | Lliga austríaca de futbol         | 7       | 0     | 1       | 0    | 1       | 0      | 9       | 0     |
| Red Bull Salzburg   | 2015–16             | Lliga austríaca de futbol         | 31      | 2     | 4       | 0    | 2       | 0      | 37      | 2     |
| Red Bull Salzburg   | 2016–17             | Lliga austríaca de futbol         | 18      | 0     | 5       | 0    | 8       | 0      | 31      | 0     |
| Red Bull Salzburg   | 2017–18             | Lliga austríaca de futbol         | 18      | 1     | 3       | 0    | 12      | 0      | 33      | 1     |
| Red Bull Salzburg   | Total               | Total                             | 74      | 3     | 13      | 0    | 23      | 0      | 110     | 3     |
| Total de la carrera | Total de la carrera | Total de la carrera               | 108     | 5     | 8       | 0    | 11      | 0      | 127     | 5     |

### Internacional
Actualitzat el 26 de juny de 2018
| 2018  | 2 | 0 |
| Total | 2 | 0 |